# El Limón de la Luna
El Limón de la Luna är en ort i Mexiko.   Den ligger i kommunen Buenavista och delstaten Michoacán de Ocampo, i den södra delen av landet, 400 km väster om huvudstaden Mexico City. El Limón de la Luna ligger 952 meter över havet och antalet invånare är 292.
Terrängen runt El Limón de la Luna är lite bergig. Runt El Limón de la Luna är det ganska glesbefolkat, med 36 invånare per kvadratkilometer. Närmaste större samhälle är Buena Vista Tomatlán, 16,0 km söder om El Limón de la Luna. I omgivningarna runt El Limón de la Luna växer huvudsakligen savannskog.